# Stadion Batumi
Stadion Batumi (zwany też Adjarabet Arena) – stadion piłkarski w Batumi w Gruzji. Mecze na tym obiekcie rozgrywa klub piłkarski FC Dinamo Batumi.
Stadion jest jedną z aren na których będą rozgrywane mecze Mistrzostw Europy U-21 w Piłce Nożnej 2023, które Gruzja organizuje wraz z Rumunią. Pojemność stadionu wynosi 20 035, a koszt realizacji budowy stadionu wyniósł niecałe 52 mln euro.

## Położenie
Stadion znajduje się w dzielnicy Leonidze. Tereny te, zanim powstał tu stadion były terenami poprzemysłowymi.

## Architektura
Turecka pracownia Bahadira Kula stworzyła wizję stadionu w Batumi.
Wizja ta miała być inspirowana kaukaskimi tańcami wojennymi i nawiązywać do optymizmu i serdeczności mieszkańców. Stadion pokryty jest 76 zachodzącymi na siebie panelami.

## Mecze

### Mistrzostwa Europy U-21 w piłce nożnej 2023[3]
Na stadionie zostanie rozegranych 5 meczów turnieju - 3 mecze fazy grupowej, jeden półfinał i finał turnieju.
| Grupa C 22 czerwca 2023 16:00 CET | Czechy U-21 | – | Anglia U-21 | Stadion Batumi, Batumi |
|                                   |             |   |             |                        |

| Grupa C 25 czerwca 2023 16:00 CET | Czechy U-21 | – | Niemcy U-21 | Stadion Batumi, Batumi |
|                                   |             |   |             |                        |

| Grupa C 28 czerwca 2023 16:00 CET | Anglia U-21 | – | Niemcy U-21 | Stadion Batumi, Batumi |
|                                   |             |   |             |                        |

| Półfinał 5 lipca 2023 20:00 CET | brak flagi U-21 | – | brak flagi U-21 | Stadion Batumi, Batumi |
|                                 |                 |   |                 |                        |

| Finał 8 lipca 2023 20:00 CET | brak flagi U-21 | – | brak flagi U-21 | Stadion Batumi, Batumi |
|                              |                 |   |                 |                        |

### Mecze reprezentacji
| Eliminacje do MŚ 2022 2 września 2021 18:00 CET | Gruzja | 0:1(0:1) | Kosowo · 18' Vedat Muriqi · | Stadion Batumi, Batumi Widzów: 0 Sędzia: Mykola Balakin |
|                                                 |        |          |                             |                                                         |

| Eliminacje do MŚ 2022 9 października 2021 18:00 CET | Gruzja | 0:2(0:0) | Grecja · 90' (k) Anastasios Bakasetas · 90+5' Dimitrios Pelkas · | Stadion Batumi, Batumi Widzów: 0 Sędzia: Donatas Rumsas |
|                                                     |        |          |                                                                  |                                                         |

| Eliminacje do MŚ 2022 1 listopada 2021 18:00 CET | Gruzja · 61', 77' Khvicha Kvaratskhelia · | 2:0(0:0) | Szwecja | Stadion Batumi, Batumi Widzów: 6 800 Sędzia: Serdar Gözübüyük |
|                                                  |                                           |          |         |                                                               |